# 吉林 (人物)
吉林（1962年4月—），男，上海人，中华人民共和国政治人物。中国人民大学法律系刑法专业毕业，法学硕士，副教授。他是中共第十七屆、十八届、二十届中央候補委員。曾任中央社会主义学院党组书记、第一副院长，北京市政协主席。

## 生平
1984年5月加入中国共产党。1987年7月，中国人民大学毕业后，吉林留校从事共青团、及党务工作，曾历任校共青团委干事、副书记、书记，校党委常委、法律系党总支书记。
1994年8月，出任共青团北京市委副书记。一年后，晋升共青团北京市委书记。1998年10月，调任密云县委书记。2002年6月，升任北京市委常委、政法委书记，成为当时北京最年轻的市委常委。2004年，密云灯会踩踏事件发生后，改任北京市副市长。2007年，再度当选中共北京市委常委，任常务副市长。2012年6月，当选北京市委副书记。
2013年1月，当选为北京市政协主席。2013年4月不再兼任北京市委副书记。
2021年7月，调任中央社会主义学院党组书记、第一副院长。2024年9月卸任，由黄守宏接任。